# Mixophyes coggeri
A Mixophyes coggeri a kétéltűek (Amphibia) osztályának békák (Anura) rendjébe, a Myobatrachidae családba, azon belül a Mixophyes nembe tartozó faj.

## Előfordulása
Ausztrália endemikus faja. Queensland állam trópusi területein honos az északon fekvő alföldi (Home Rule) és hegyvidéki területektől a déli részen található Paluma Range-ig 100–1500 m-es tengerszint feletti magasságban.

## Megjelenése
Nagytestű, akár a 10,5 cm testhosszúságot is elérő békafaj. Háta rézbarna, sárgásbarna vagy sötétbarna, középen több sötétebb folt található, amelyek általában nem alkotnak összefüggő csíkot. Orrlyukától a szeme mögötti területig egy fekete csík húzódik, orra hegyén pedig egy fekete háromszög alakú folt található. A hasa sárgásfehér. Pupillája függőleges elhelyezkedésű, a szivárványhártya sötétbarna. A lábakon és a karokon sötét vízszintes sávok, a combok hátsó részén pedig nagy krémszínű foltok vannak. Mellső lábainak ujjai között nincs úszóhártya, a hátsókon csaknam teljes úszóhártya van; ujjai végén nincsenek korongok.

## Életmódja
Tavasztól kora őszig szaporodik. A petéket a nőstény lábával kilöki a vízből, így azok a patakmedrek melletti iszapos partokon és sziklafalakon ragadnak meg. Az ebihalak a kikelés után a vízbe pottyannak. Hosszuk elérheti a 9 cm-t, színük arany és barna. Gyakran a víztestek alján maradnak, és körülbelül 13 hónapig tarthat, amíg békává fejlődnek.

## Természetvédelmi helyzete
A vörös lista a nem fenyegetett fajok között tartja nyilván. Populációja stabil.